# Balkan Football League 2021
La Balkan Football League 2021 è la 1ª edizione dell'omonimo torneo di football americano.

## Squadre partecipanti
| Club                  | Città     | Stadio | Sponsor ufficiale | Risultato nella stagione 2020 |
| --------------------- | --------- | ------ | ----------------- | ----------------------------- |
| Belgrade Blue Dragons | Belgrado  |        |                   |                               |
| Beograd Gladiators    | Belgrado  |        |                   |                               |
| Bucharest Rebels      | Bucarest  |        |                   |                               |
| Bulgaria              | Sofia     |        |                   |                               |
| Novi Sad Wild Dogs    | Novi Sad  |        |                   |                               |
| Požarevac Pastuvi     | Požarevac |        |                   |                               |
| Sarajevo Spartans     | Sarajevo  |        |                   |                               |

## Stagione regolare

### Calendario

#### 1ª giornata
| 14 maggio 2021, ore 17:00 | Belgrade Blue Dragons | 42 – 0 referto | Požarevac Pastuvi |  |

| 16 maggio 2021, ore 16:00 | Novi Sad Wild Dogs | 50 – 0 referto | Beograd Gladiators |  |

#### Recuperi 1
| 20 giugno 2021, ore 17:00 | Bucharest Rebels | 34 – 6 referto | Bulgaria |  |

#### 2ª giornata
| 3 luglio 2021, ore 17:00 | Belgrade Blue Dragons | 54 – 0 referto | Bulgaria |  |

| 3 luglio 2021, ore 17:30 | Požarevac Pastuvi | 0 – 40 referto | Bucharest Rebels |  |

| 4 luglio 2021, ore 15:00 | Sarajevo Spartans | 12 – 41 referto | Novi Sad Wild Dogs |  |

#### 3ª giornata
| 17 luglio 2021, ore 17:30 | Bucharest Rebels | 6 – 41 referto | Belgrade Blue Dragons |  |

| 2021 | Bulgaria | - – - (annullata) referto | Požarevac Pastuvi |  |

| 2021 | Sarajevo Spartans | - – - (annullata) referto | Beograd Gladiators |  |

### Classifiche
Le classifiche della regular season sono le seguenti:
- PCT = percentuale di vittorie, G = partite giocate, V = partite vinte,  P = partite perse, PF = punti fatti, PS = punti subiti

#### Girone Est
| Pos. | Squadra               | PCT   | G | V | N | P | PF  | PS |
| ---- | --------------------- | ----- | - | - | - | - | --- | -- |
| 1    | Belgrade Blue Dragons | 1.000 | 3 | 3 | 0 | 0 | 137 | 6  |
| 2    | Bucharest Rebels      | .667  | 3 | 2 | 0 | 1 | 80  | 47 |
| 3    | Bulgaria              | .000  | 2 | 0 | 0 | 2 | 6   | 88 |
| 4    | Požarevac Pastuvi     | .000  | 2 | 0 | 0 | 2 | 0   | 82 |

#### Girone Ovest
| Pos. | Squadra            | PCT   | G | V | N | P | PF | PS |
| ---- | ------------------ | ----- | - | - | - | - | -- | -- |
| 1    | Novi Sad Wild Dogs | 1.000 | 2 | 2 | 0 | 0 | 91 | 12 |
| 2    | Sarajevo Spartans  | .000  | 1 | 0 | 0 | 1 | 12 | 41 |
| 3    | Beograd Gladiators | .000  | 1 | 0 | 0 | 1 | 0  | 50 |

## I Finale
| 1º agosto 2021, ore 16:00 | Belgrade Blue Dragons | 16 – 12 referto | Novi Sad Wild Dogs |  |

## Verdetti
- Belgrade Blue Dragons Campioni della Balkan Football League 2021